# Mumtaz Mahal
Mumtāz Maḥal (in persiano ممتاز محل‎, lett. "il gioiello del palazzo"), nata Arjumand Bānū Bēgum (in persiano ارجمند بانو بیگم‎; Agra, 6 settembre 1593 – Burhanpur, 17 giugno 1631) fu la consorte imperiale del Gran Mogol Shāh Jahān.

## Biografia
Nata ad Agra con il nome di Arjumand Bānū Bēgum, suo padre era un nobile di origini persiane di nome Abd al Hasan Asaf Khan e fratello di Nūr Jahān (Luce del mondo), sposa del Gran mogol Jahāngīr.
Di fede musulmana, il 10 maggio 1612, all'età di 19 anni, sposò il principe Khurram, che sarebbe stato incoronato in seguito Imperatore moghul con il nome di Shāh Jahān. Divenne la sua terza moglie, ma ben presto fu la sua favorita per tutto il resto della sua vita.
Non si sa molto della sua figura e della sua vita, tranne che era una donna di straordinaria bellezza ma dotata anche di molte virtù morali, che fu amata profondamente da Shāh Jahān e che questi fu da lei sempre ricambiato devotamente. Anche prima della sua morte precoce, venne celebrata da numerosi poeti e artisti non solo la bellezza di Mumtāz Maḥal, ma anche la sua grazia e la sua pietà nei confronti dei poveri e dei derelitti. Si dice che persino la luna si vergognasse di comparire in onore della sua bellezza.
Mumtāz Maḥal seguì fedelmente suo marito durante le sue campagne militari nel Deccan e in seguito durante la sua ribellione contro il padre nel 1622. La sua dedizione venne sempre apprezzata da suo marito, che le fece dono del trono reale, il muhr uzah.

Nonostante la sua semplicità e il suo disinteresse per i giochi di potere della corte imperiale, Mumtāz divenne presto la consigliera personale dell'imperatore, ottenendo su costui un grandissimo ascendente che spesso ella utilizzò per intercedere in favore degli umili e degli esiliati da suo marito. Si dice che fosse molto amante degli elefanti e che non disdegnasse di assistere alle gare di lotta che si tenevano per intrattenere la Corte del Moghul.
Mumtaz diede a Shah Jahan ben quattordici figli, sette dei quali morirono giovanissimi. Ella stessa morì di parto a Burhanpur nel Deccan il 17 giugno 1631 all'età di soli 38 anni, mentre era al seguito di Shāh Jahān nella sua campagna contro i signori della dinastia Lōdī, o Lōdhī.

### La promessa in punto di morte

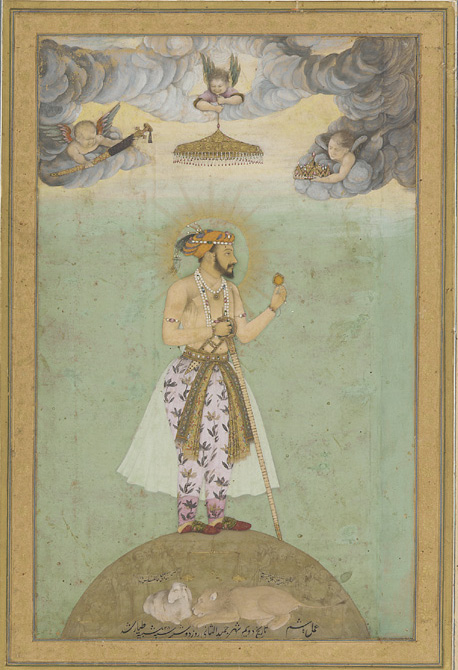
Shah Jahan, miniatura del XVII secolo.

Morì in seguito a delle complicazioni dovute al parto, durante il travaglio. La leggenda vuole che in punto di morte, dopo aver dato alla luce il suo quattordicesimo figlio, la principessa chiese a suo marito di erigere un monumento come simbolo del loro amore; di sposarsi di nuovo per dare una nuova madre ai loro figli; che sarebbe sempre stato buono e comprensivo con i loro figli; e che avrebbe sempre visitato la sua tomba nell'anniversario della sua morte. L'Imperatore, disperato, giurò solennemente e dopo la morte della sua amata restò recluso in assoluta solitudine per un intero anno; quando si mostrò nuovamente in pubblico apparve come un uomo emaciato, con la faccia scavata e i capelli completamente bianchi.
Shāh Jahān mantenne la promessa fatta alla sua favorita e ordinò la costruzione del mausoleo per Mumtāz, il celebre e stupendo Tāj Maḥal, che richiese ben venti anni e l'impiego di gran parte del tesoro imperiale per la sua costruzione.

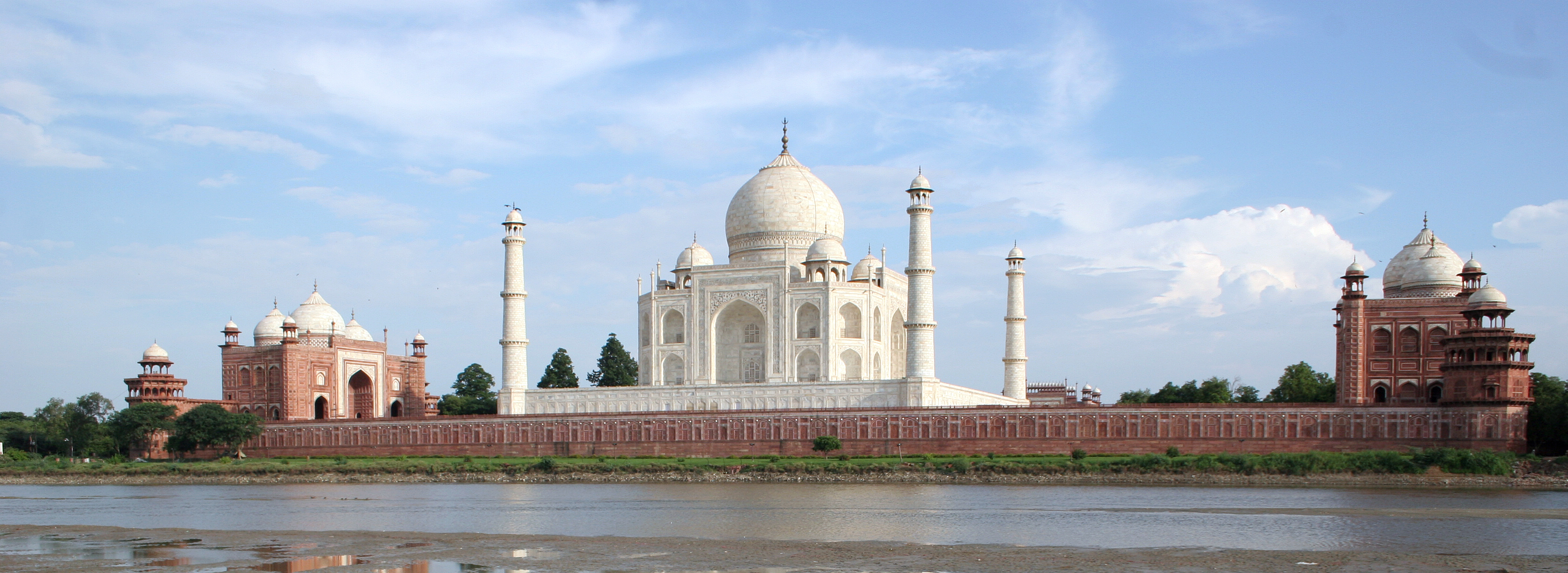
Il complesso del mausoleo del Tāj Maḥal dalla sponda opposta del fiume Yumana.
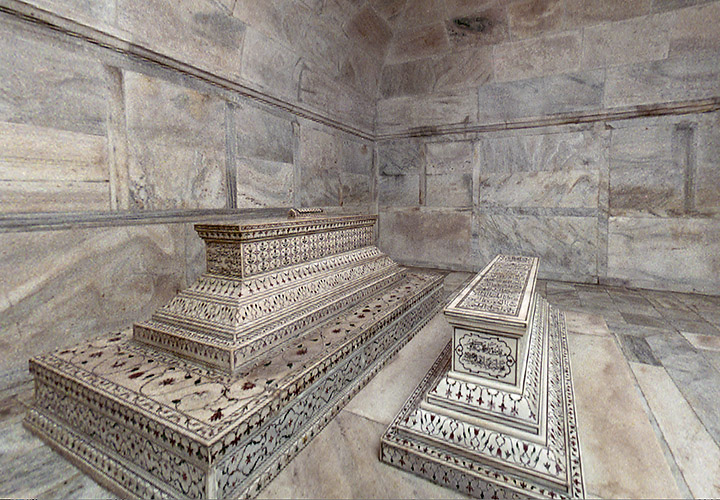
I cenotafi della principessa Mumtāz Maḥal ed il consorte Shāh Jahān.

## Discendenza
Diede a suo marito quattordici figli, otto maschi e sei femmine, di cui la metà morì infante:
- Harulnisa Begum (30 marzo 1613 - 5 giugno 1616). Morta di vaiolo. Era la nipote preferita dell'imperatore Jahangir, che soffrì profondamente la sua morte: rimase per tre giorni murato nella sua camera, non riuscì ad annotare personalmente la sua morte nei registri imperiali, delegando il compito a Mirza Ghiyas Beg, e ordinò che da quel momento i mercoledì, giorno della morte della bambina, venissero rinominati Gumshamba (giorno della perdita).
- Jahanara Begum (23 marzo 1614 - 16 settembre 1681). Era la figlia favorita di suo padre e la più influente, tanto che alla morte di sua madre venne nominata Padshah Begum (prima dama dell'Impero) surclassando le altre consorti. Nubile e senza discendenza.
- Dara Shikoh (20 marzo 1615 - 30 agosto 1659). Erede designato, fu tuttavia sconfitto e ucciso da suo fratello minore, Muhiuddin Aurangzeb.
- Shah Shuja (23 giugno 1616 - 7 febbraio 1661). Pretendente al trono, fu sconfitto da Aurangzeb e morì in esilio in Birmania.
- Roshanara Begum (3 settembre 1617 - 11 settembre 1671). Si schierò con Aurangzeb durante la guerra di successione e fu da lui nominata Padshah Begum. Nubile e senza discendenza.
- Muhiuddin Aurangzeb (3 novembre 1618 - 3 marzo 1707). Alla morte del padre scatenò una guerra civile per il trono, che si concluse con la sua vittoria.
- Izad Bakhsh (18 dicembre 1619 - marzo 1621). Morto di vaiolo.
- Surayya Banu Begum (10 giugno 1621 - 28 aprile 1628). Morta di vaiolo.
- Figlio (1622). Morto subito dopo la nascita.
- Murad Bakhsh (8 ottobre 1624 - 14 dicembre 1661). Giustiziato per ordine di Aurangzeb.
- Lutf Allah (4 aprile 1626 - 13 maggio 1628). Morto di vaiolo.
- Daulat Afza (8 maggio 1628 - 13 maggio 1629). Morto di vaiolo.
- Husnara Begum (20 aprile 1630 - 1631). Morta di vaiolo.
- Gauharara Begum (17 giugno 1631 - 1706). Sua madre morì mettendola al mondo. Nubile e senza discendenza.